# Афонов, Иван Ильич
Иван Ильич Афонов (12 апреля 1905, Таганрог, Область Войска Донского, Российская империя — 30 апреля 1979) — советский государственный и партийный деятель. Второй секретарь ЦК КП Казахстана (1951—1954). Первый секретарь Павлодарского обкома КП Казахстана (1954—1957).

## Биография

### Образование
С 1922 по 1924 — учёба в Таганрогской школе фабрично-заводского ученичества.
С 1931 по 1933 — учёба в Новочеркасском горном институте (окончил 2 курса).

### Трудовая деятеьость
С 1921 — ответственный секретарь районного комитета комсомола, потом заведующий отделом районного комитета комсомола. В 1924—1925 гг. — начальник экономического отдела районного комитета комсомола в Таганроге. С 1925 в РКП(б), в 1925—1926 гг. — начальник организационно-пропагандистского отдела районного комитета ВКП(б) в Северо-Кавказском крае, в 1926—1928 гг. — начальник районного отдела народного образования в Северо-Кавказском крае, в 1928—1930 гг. — секретарь комитета ВКП(б) в Таганроге, в 1930—1931 гг. — начальник организационно-инструкторского отдела районного комитета ВКП(б) в Северо-Кавказском крае. В 1931—1933 годах учился в Новочеркасском шахтерском институте.
В 1933—1937 гг. — заместитель начальника и начальник политического отдела совхоза в Дагестанской АССР, в 1937—1939 гг. — директор комбината обуви в Дагестанской АССР, в 1939—1940 гг. — управляющий Дагестанского траста, в 1940—1941 гг. — начальник сельскохозяйственного отдела Дагестанского областного комитета ВКП(б), в 1941—1943 гг. — секретарь Дагестанского областного комитета ВКП(б) по вопросам промышленности, в 1943—1945 гг. — ответственный организатор организационно-инструкторского отдела ЦК ВКП(б).
С июня 1945 по 1947 год — 2-й секретарь областного комитета ВКП(б) в Астрахани, с 1947 по июль 1948 года — начальник сектора отдела партийной информации управления по проверке партийных органов ЦК ВКП(б), с июля 1948 по сентябрь 1949 года — инспектор ЦК ВКП(б), с сентября 1949 по декабрь 1951 года — 1-й секретарь областного комитета ВКП(б) в Тюмени, в ноябре-декабре 1951 года — снова инспектор ЦК ВКП(б).
С декабря 1951 по февраль 1954 гг. — 2-й секретарь ЦК КП(б)K, с января 1954 г. по апрель 1957 — 1-й секретарь областного комитета КПСС в Павлодаре, в 1957—1959 гг. — руководитель Казахстанского республиканского управления трудовых резервов, в 1959—1963 гг. — начальник Главного управления профессионально-технического образования при Совете Министров Казахской ССР, в 1963—1964 гг. — председатель Государственного Комитета Совета Министров Казахской ССР по вопросам профессионально-технического образования, с декабря 1964 г. на пенсии.

## Награды
- Орден Ленина
- Орден Отечественной Войны II-го степени(1945)
- Орден Знак Почета (1944)